# Murat Satin
Murat Satin (* 30. August 1996 in Innsbruck) ist ein österreichischer Fußballspieler.

## Karriere
Satin begann seine Karriere beim SSV Neustift. 2006 wechselte er zum FC Wacker Tirol, der 2007 in FC Wacker Innsbruck umbenannt wurde. 2008 schloss er sich dem Innsbrucker AC an. 2010 kam er in die AKA Tirol.
2014 wechselte er in die Türkei zu Gençlerbirliği Ankara, wo er für die U-19- und U-21-Mannschaft spielte. Im Jänner 2015 wechselte er zum Drittligisten Hacettepe SK. Sein Debüt in der TFF 2. Lig gab er im selben Monat, als er am 20. Spieltag der Saison 2014/15 gegen Keçiörengücü in der Startelf stand und in der 60. Minute durch Burak Çolak ersetzt wurde.
Nach über 50 Spielen in der 2. Lig kehrte er zur Saison 2017/18 nach Österreich zu Wacker Innsbruck zurück, wo er sich der drittklassigen Zweitmannschaft anschloss. Im September 2017 stand er erstmals im Kader der Profis. Sein Debüt in der zweiten Liga gab er im April 2018, als er am 27. Spieltag der Saison 2017/18 gegen den Floridsdorfer AC in der Startelf stand und in der 87. Minute durch Lukas Hupfauf ersetzt wurde.
Mit Innsbruck stieg er 2018 in die Bundesliga auf. Mit Wacker musste er 2019 wieder aus der Bundesliga absteigen. Nach 42 Einsätzen für die erste Mannschaft verließ er Wacker nach dem Ende seines Vertrages nach der Saison 2019/20. Daraufhin wechselte er zur Saison 2020/21 zum Bundesligisten SV Ried, bei dem er einen bis Juni 2022 laufenden Vertrag erhielt. Für Ried kam er in zwei Spielzeiten zu 40 Einsätzen in der Bundesliga. Nach der Saison 2021/22 verließ er den Verein nach dem Auslaufen seines Vertrags.
Nach einem halben Jahr ohne Klub wechselte Satin im Jänner 2023 zum Zweitligisten SK Vorwärts Steyr, bei dem er ein bis Juni 2024 laufendes Arbeitspapier unterschrieb. Für Steyr absolvierte er bis zum Ende der Saison 2022/23 zwölf Partien in der 2. Liga, aus der er mit dem Verein allerdings abstieg. Daraufhin blieb er der Liga allerdings erhalten und schloss sich zur Saison 2023/24 dem Aufsteiger Schwarz-Weiß Bregenz an. Für Bregenz absolvierte er bis zur Winterpause alle 15 Spiele und erzielte fünf Tore.
Im Februar 2024 wechselte er innerhalb der Liga zum Grazer AK, bei dem er einen bis 2026 laufenden Vertrag erhielt.